# Vatici
Vatici è un comune della Moldavia situato nel distretto di Orhei di 2.311 abitanti al censimento del 2004

## Località
Il comune è formato dall'insieme delle seguenti località (popolazione 2004):
- Vatici (931 abitanti)
- Curchi (356 abitanti)
- Tabăra (1.024 abitanti)